# Airbus A330
Airbus A330 je širokotrupý dvoumotorový proudový dopravní letoun pro střední a dlouhé tratě vyráběný společností Airbus. V polovině sedmdesátých let vzniklo ve společnosti Airbus několik derivátů jejího prvního dopravního letounu Airbus A300 a paralelně s čtyřmotorovým typem A340 vznikl dvoumotorový A330. Práce na obou návrzích začaly v červnu 1987 s prvními objednávkami. První varianta A330-300 provedla svůj první let v listopadu 1992 a do pravidelné služby vstoupil u společnosti Air Inter v lednu 1994. Mírně kratší varianta A330-200 následovala v roce 1998. V roce 2014 Airbus představil typ A330neo s novějšími motory Rolls-Royce Trent 7000 a do služby vstoupil v listopadu 2018. Díky novým motorům je úspornější a disponuje dalšími vylepšeními.
A330 má podobný drak jako A340. Liší se pouze počtem a typem použitých motorů, podvozkem a hmotnostmi. Základní konstrukci trupu zdědil po Airbusu A300, stejně tak přední sekce (nos a kokpit). Spolu s A340 má ovládací prvky „fly-by-wire“, které byly poprvé představeny na A320, stejně jako podobný skleněný kokpit. A330 byl také prvním dopravním letounem společnosti Airbus, který nabídl výběr ze tří motorů: General Electric CF6, Pratt & Whitney PW4000 nebo Rolls-Royce Trent 700.
Varianta A330-300 má dolet 11 750 km (6 350 nmi) s počtem 277 cestujících, zatímco kratší A330-200 může dosáhnout 13 450 km (7 250 nmi) s 247 cestujícími. Pozdější varianty zahrnují nákladní letadlo A330-200F, tankovací letoun A330 MRTT a business jet ACJ330. A330 MRTT byl zamýšlen jako typ EADS/Northrop Grumman KC-45 – model pro soutěž KC-X na nový tankovací letoun pro americké letectvo, ale po úvodním vítězství nakonec v odvolání prohrál s typem Boeing KC-46.
K prosinci 2019 bylo na A330 zaznamenáno 1 823 objednávek, z čehož bylo 1 492 dodáno a 1 443 je v provozu. Jeho největším provozovatelem jsou Turkish Airlines s 68 letadly. Airbus od počátku vyvíjel A330 se záměrem prosadit se na trhu letounů ETOPS (Extended-range Twin-engine Operation Performance Standards), který byl vytvořen typy A300 a Boeingy 767. A330 umožnil Airbusu rozšířit na trhu svůj podíl. Konkuruje letounu Boeing 767 a menším variantám typů Boeing 777 a 787. Je doplněn větším Airbusem A350 XWB, který nahradil A340.

## Varianty

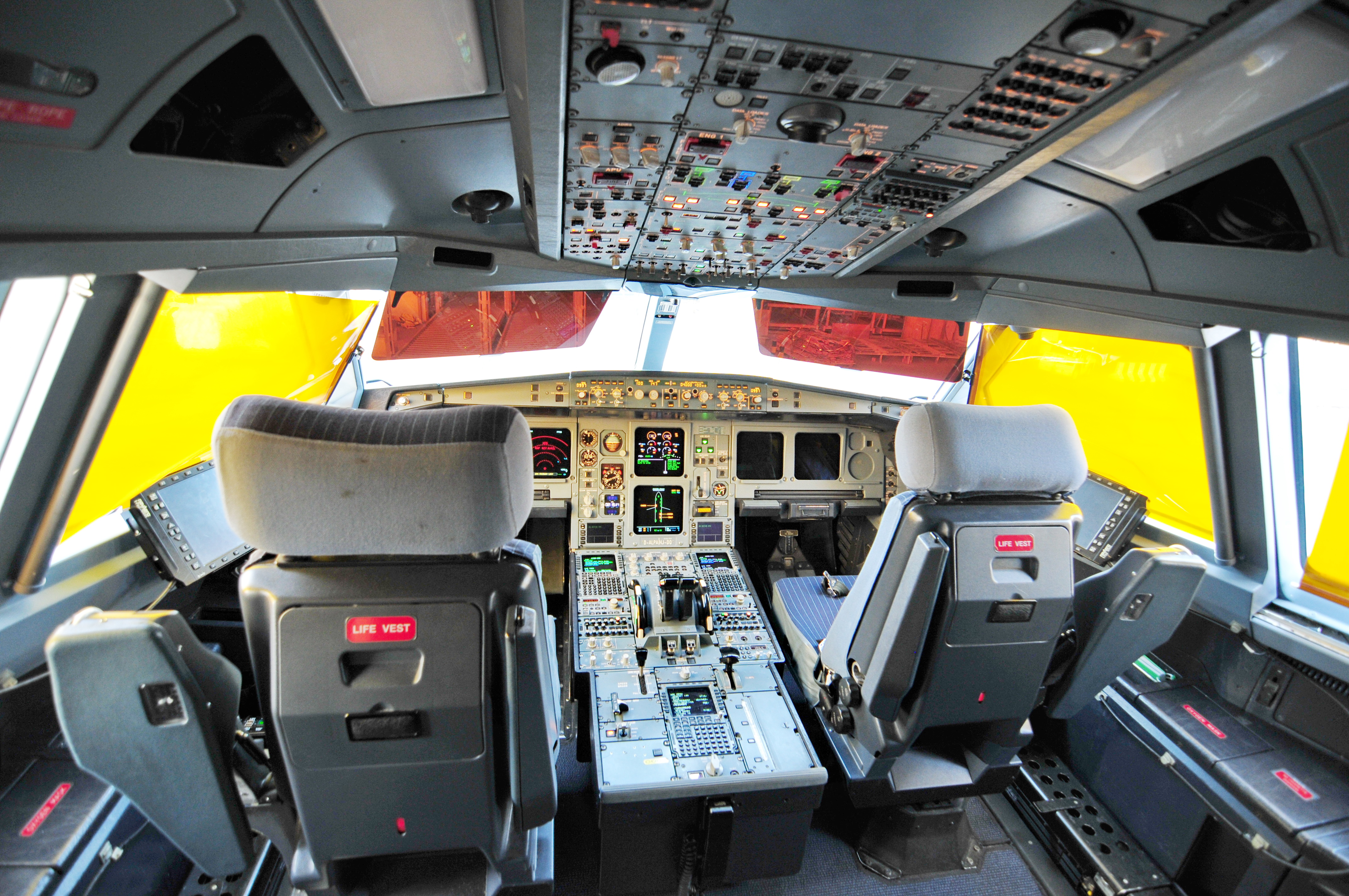
Kokpit Airbusu A330-200 Air Berlin

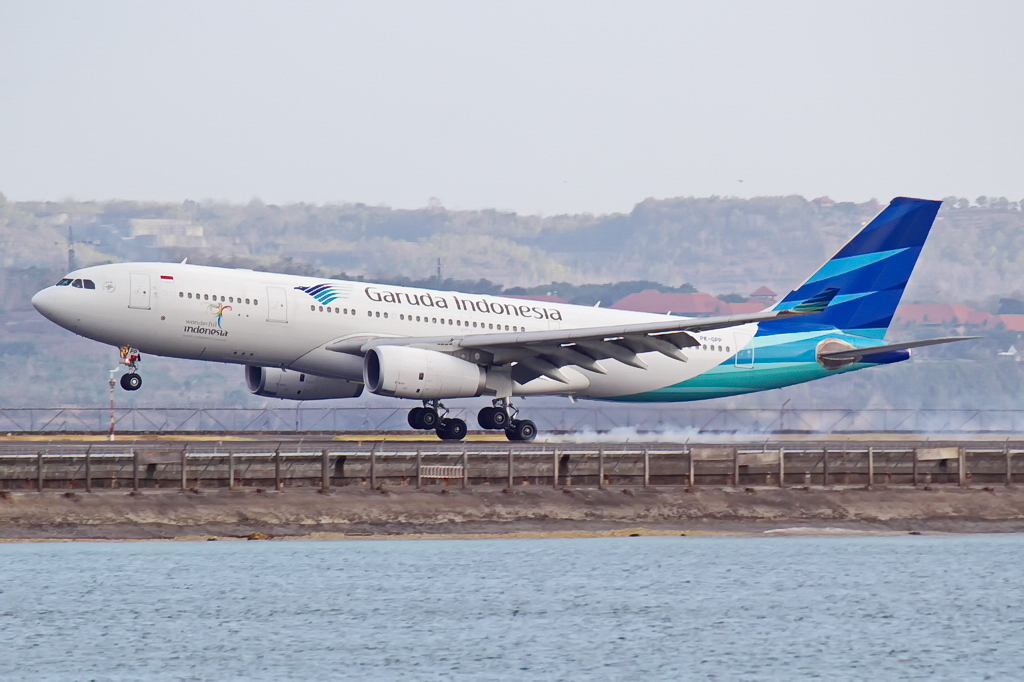
Přistávající Airbus A330-200 Garuda Indonesia

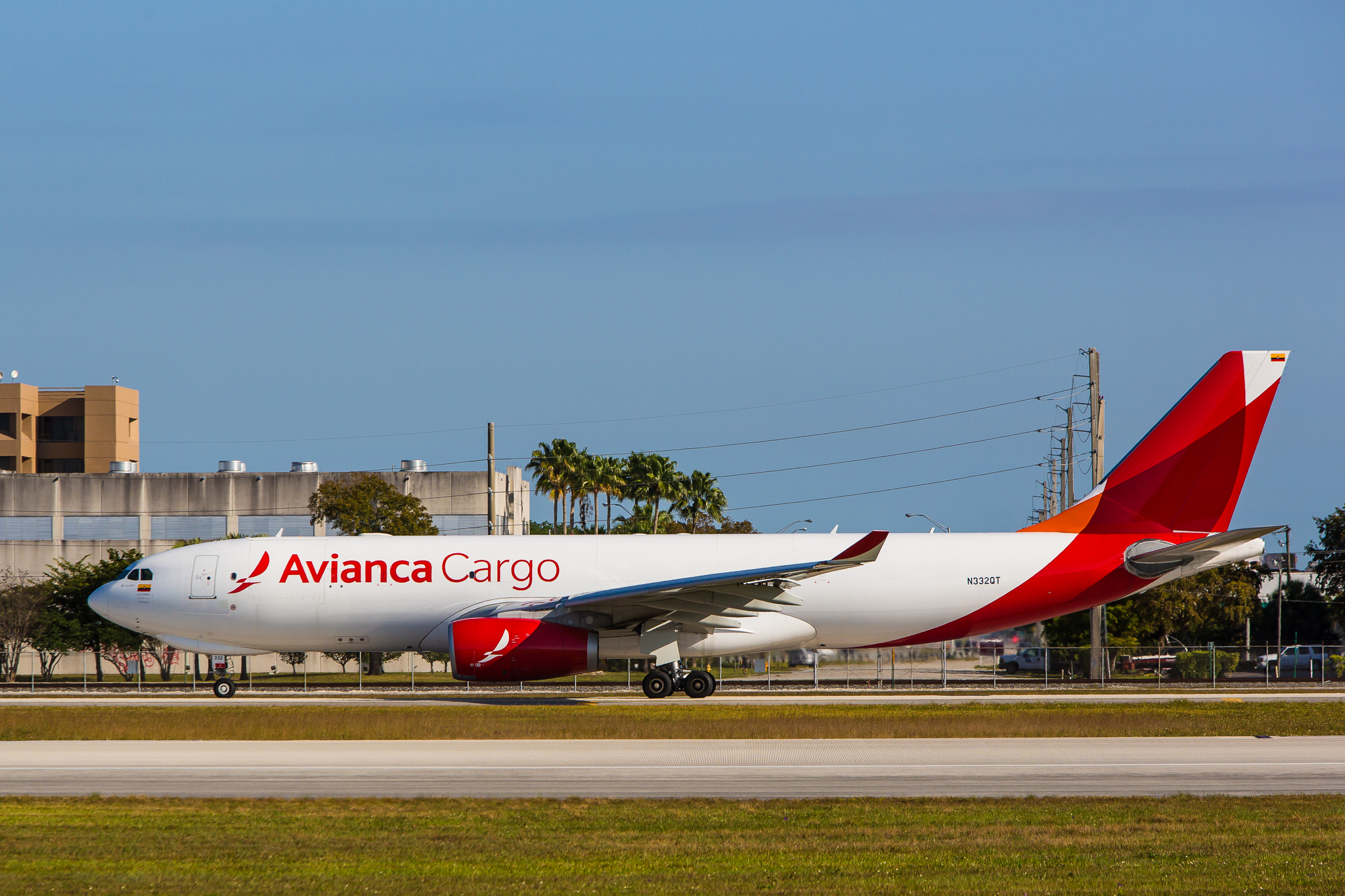
Nákladní A330-200F společnosti Avianca

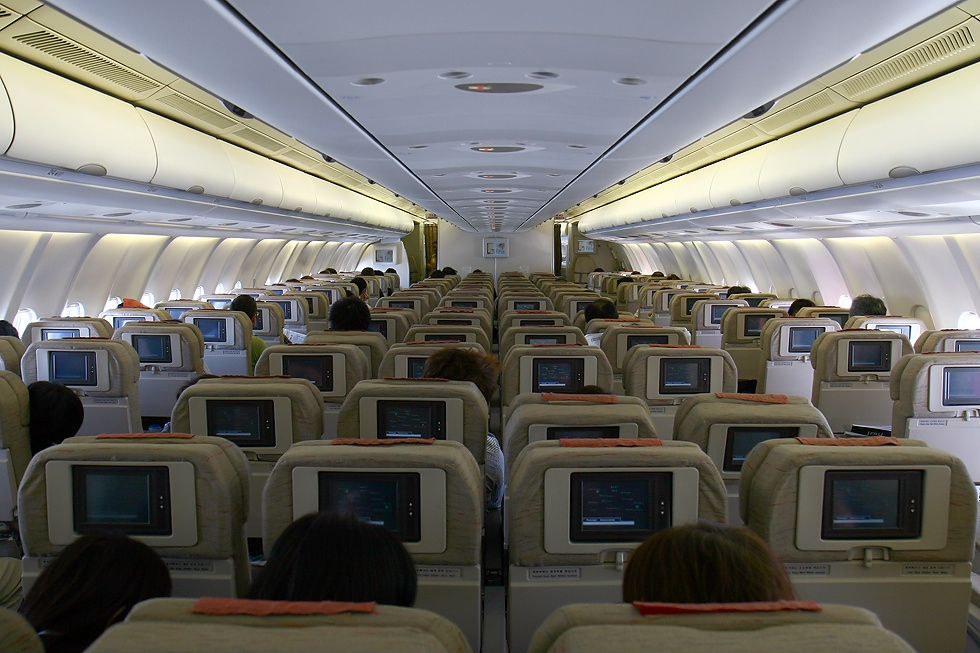
Kabina Airbusu A330-300 (A330-323X), tedy stejného typu jaký využívaly ČSA

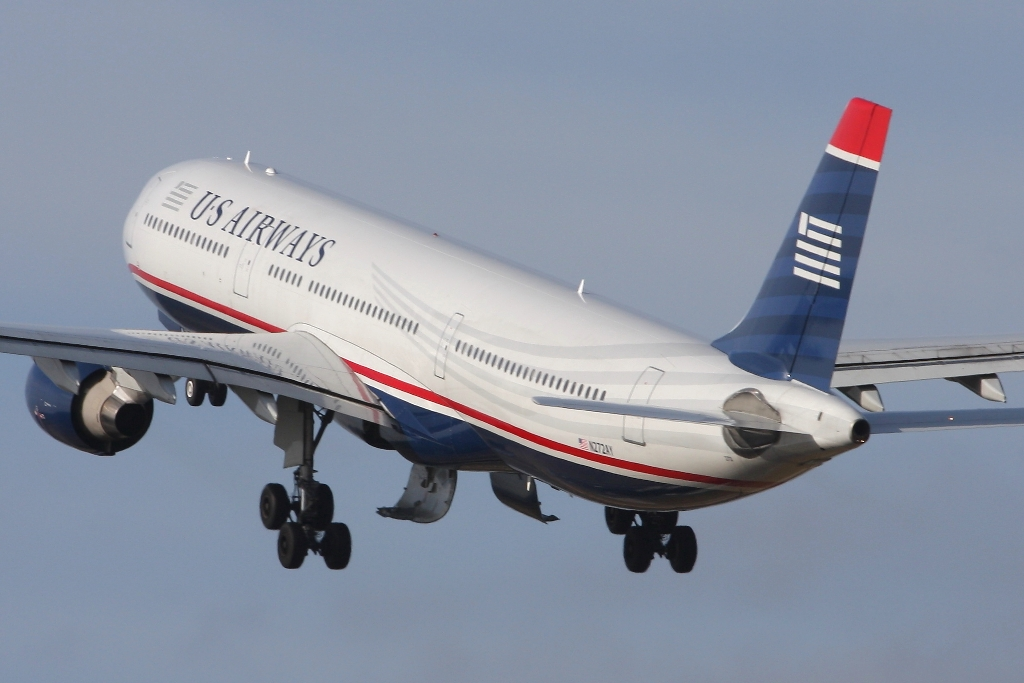
Airbus A330-300 US Airways v roce 2013

Existují dvě varianty A330: A330-300 s delším trupem, délkou 63,6 m a doletem až 10 500 km. A330-200 s kratším trupem, délkou 59,0 m a doletem až 12 500 km.

### A330-200
A330-200 byl vyvinut zčásti jako náhrada za A300-600R a jako konkurent Boeingu 767-300ER. A330-200 je zkrácená verze původního A330-300. Ekvivalentem A330-200 jsou u Boeingu modely 767-300ER a 787-8.
Svislá ocasní plocha byla oproti verzi -300 zvětšena, aby se uchovala její účinnost i při zkráceném trupu. Rovněž kapacita palivových nádrží byla zvýšena a maximální vzletová hmotnost činí 275 tun. Typický dolet s 253 cestujícími ve třech třídách je 12 500 km.
Pohon zajišťují dva dvouproudové motory General Electric CF6-80E, Pratt & Whitney PW4000 nebo Rolls-Royce Trent 700. Všechny motory mají povolen provoz podle standardu ETOPS-180. První zákazník, ILFC/Canada 3000, si A330-200 převzal v dubnu 1998.
A330-200 se od počátku velmi dobře prodávaly, např. v roce 2004 se jich prodalo 23 kusů oproti 9 kusům Boeingu 767. Výsledkem bylo, že Boeing požádal Rolls Royce a GE, aby vyvinuly motory, které umožní projektovanému Boeingu 787 být o 15% ekonomičtější než A330-200.
Letecké společnosti, které používají nebo používaly A330-200 jsou např. Aer Lingus, Aeroflot, Air France, Air Transat, Austrian Airlines, Delta Air Lines, EgyptAir, Emirates, Etihad Airways, EVA Air, Gulf Air, KLM, Lufthansa, Malaysia Airlines, Qantas, Qatar Airways, Air Comet, Avianca, Jet Airways, Saudi Arabian Airlines, Swiss International Air Lines, Sri Lankan Airlines, TAM Linhas Aéreas a Turkish Airlines.

### A330-200F
A330-200 Freighter je nákladní verze A330-200. Při nákladu 65 tun má dolet přes 7 400 km a s nákladem 70 tun uletí 5 900 km. A330-200F svou velikostí, kapacitou a doletem konkuruje letounům Boeing 767-300F a B777F. V srpnu 2016 Airbus dodal 35 nákladních letounů tohoto typu, přičemž dalších 7 bylo objednáno.

### A330-300
A330-300 byl vyvinut jako náhrada za A300. Je založen na prodlouženém trupu A300-600 s novým křídlem, ocasními plochami a fly-by-wire softwarem. A330-300 má kapacitu 295 cestujících při uspořádání ve třech třídách, 335 ve dvou a 440 v jedné třídě při doletu 10 500 km. Při přepravě nákladu je kapacita A330-300 srovnatelná s kapacitou Boeingu 747. Některé aerolinie přepravují s těmito stroji přes den cestující a přes noc pouze náklad. Ekvivalentem A330-300 je u Boeingu model 767 nebo B777-200.
Pohon obstarávají dva motory General Electric CF6-80E, Pratt & Whitney PW4000 nebo Rolls-Royce Trent 700. Všechny motory mají povolen provoz podle standardu ETOPS-180. První kusy vstoupily do služby v roce 1993.
Mezi letecké společnosti, které A330-300 provozují nebo provozovaly, patří Aer Lingus, Air Canada, Air Transat, Asiana Airlines, Cathay Pacific, China Airlines, České aerolinie (ČSA), Dragonair, Delta Air Lines, Finnair, Garuda Indonesia, Korean Air, Lufthansa, Malaysia Airlines, Philippine Airlines, Qantas, SAS, Brussels Airlines, Thai Airways, Singapore Airlines či Swiss International Air Lines.
Od května 2013 přibyl A330-300 (A330-323X) do letadlové flotily ČSA, se kterým létaly do jihokorejského Soulu. Byl to jejich největší dopravní letoun. ČSA se strojem létaly do roku 2020.

### A330F
Od roku 2012 nabízí Airbus ve spolupráci s firmou ST Aerospace možnost přestavění typů Airbus A330-200 a –300 z verze pro pasažéry na nákladní. K první takovéto „rekonstrukci" letounu má dojít v roce 2016, zájem projevily Qatar Airways. Verze A330-300P2F (Passenger to freighter) by měla při nákladu 60 tun uletět 4000 kilometrů, při výkonnější verzi s 61 t dolet 7400 km.

### A330 MRTT
Multi Role Tanker Transport je vojenská verze A330-200, která slouží jako vzdušný tanker a strategické transportní letadlo.

### A330neo
Airbus A330neo je vylepšený úspornější Airbus A330, nabízený ve verzích –800neo (–200) a 900neo (–300). Nápad představila společnost světu 14. července 2014 na mezinárodním aerosalonu ve Farnborough. První let se konal 19. října 2017. Typ má nové motory Rolls-Royce Trent 7000, nové winglety (inspirované Airbusem A350), od 3,7 metrů delší rozpětí (celkem 64 m) a s větším doletem pojme také víc cestujících.

## Nehody a incidenty
- Katastrofy: 3 (celkem 339 mrtvých)
  - 30. června 1994 A330 při zkušebním letu havaroval krátce po vzletu v Toulouse, všichni na palubě zahynuli
  - 1. června 2009 v brzkých ranních hodinách se letadlo A330-200 společnosti Air France (let AF447 z brazilského Rio de Janeira do Paříže) s 228 pasažéry a členy posádky ztratilo nad Atlantským oceánem z radarů. Teprve 6. června 2009 byly objeveny na hladině trosky stroje a těla prvních pasažérů. Až v létě r. 2012 vyšetřování označilo za příčinu tragédie kombinaci lidské chyby a selhání techniky. Jedná se o dosud nejhorší letecké neštěstí Air France.
  - 12. květen 2010 A330-200 libyjských aerolinií al-Afrikíja havaroval asi 10 min před přistáním v Tripolisu, všichni na palubě zahynuli (103), kromě osmiletého chlapce z Nizozemí
- Nehody: 4 (0 mrtvých)
  - 21. května 2018, Let SV3818 saúdskoarabských aerolinek nouzově přistál na letišti v Džidda. Let se 151 cestujícími na palubě byl na trase z Medína do bangladéšského hlavního města Dháka. Po dosažení letové hladiny 37 000 stop se u stroje objevily technické problémy. Pilot se rozhodl nouzově přistát v Džiddě. Další problém nastal během nouzového přistání. Stroji se nevysunul přední podvozek a pilot musel přistát bez podvozku. Stroj se během přistání značně poškodil, nikdo z cestujících nebyl zraněn.[4]
  - 24. července 2001, 2 A330-243 společnosti Sri Lanka Airlines byly zničeny na zemi příslušníky hnutí Tamilští tygři v Kolambě, Srí Lanka, společně s A320-200, A340-300 a letkou vojenských letadel. Další dvě letadla, A320 a A340, byla poškozena, ale později opravena.[5]
  - 24. srpna 2001, během letu 236 společnosti Air Transat došlo stroji A330-243 palivo nad Atlantským oceánem a stroj musel překonat vzdálenost 120 km bezmotorovým (klouzavým) letem na letiště na Azorských ostrovech. Nikdo nezahynul, letoun byl jen mírně poškozen při nouzovém přistání.
  - 7. října 2008 měl vážné technické potíže A330-300 společnosti Qantas. Při letu došlo chybou autopilota k propadu letounu asi o 300 metrů a zranění více než 70 cestujících.[6]
- Únosy: 2 (celkem 1 mrtvý).[kdy?]

## Specifikace

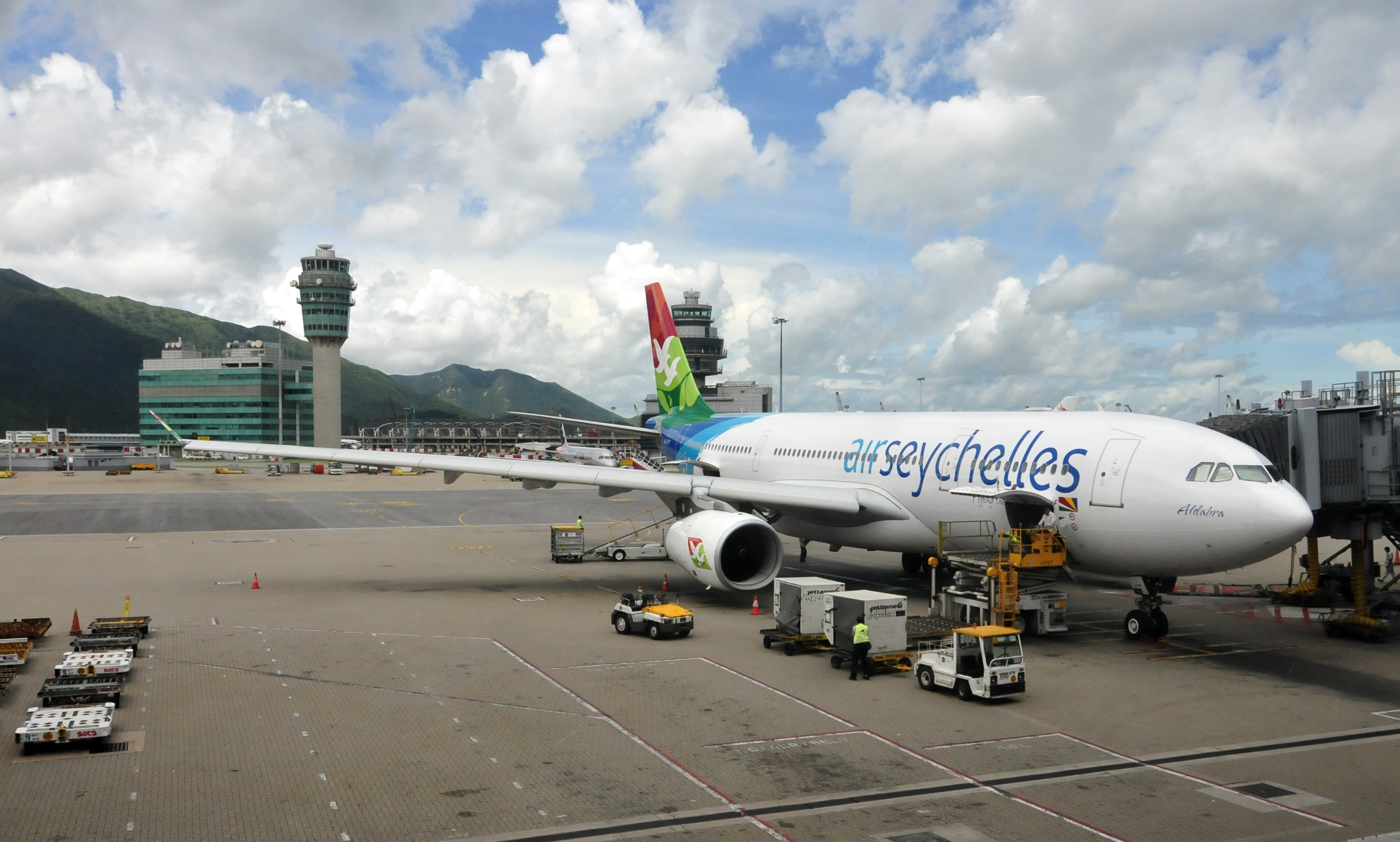
Airbus A 330-200 Air Seychelles

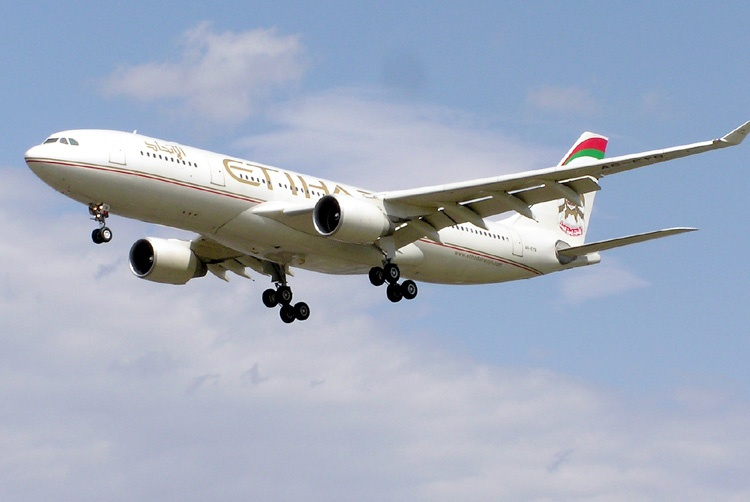
Airbus A330-200 Etihad Airways přistává na letišti Heathrow v Londýně

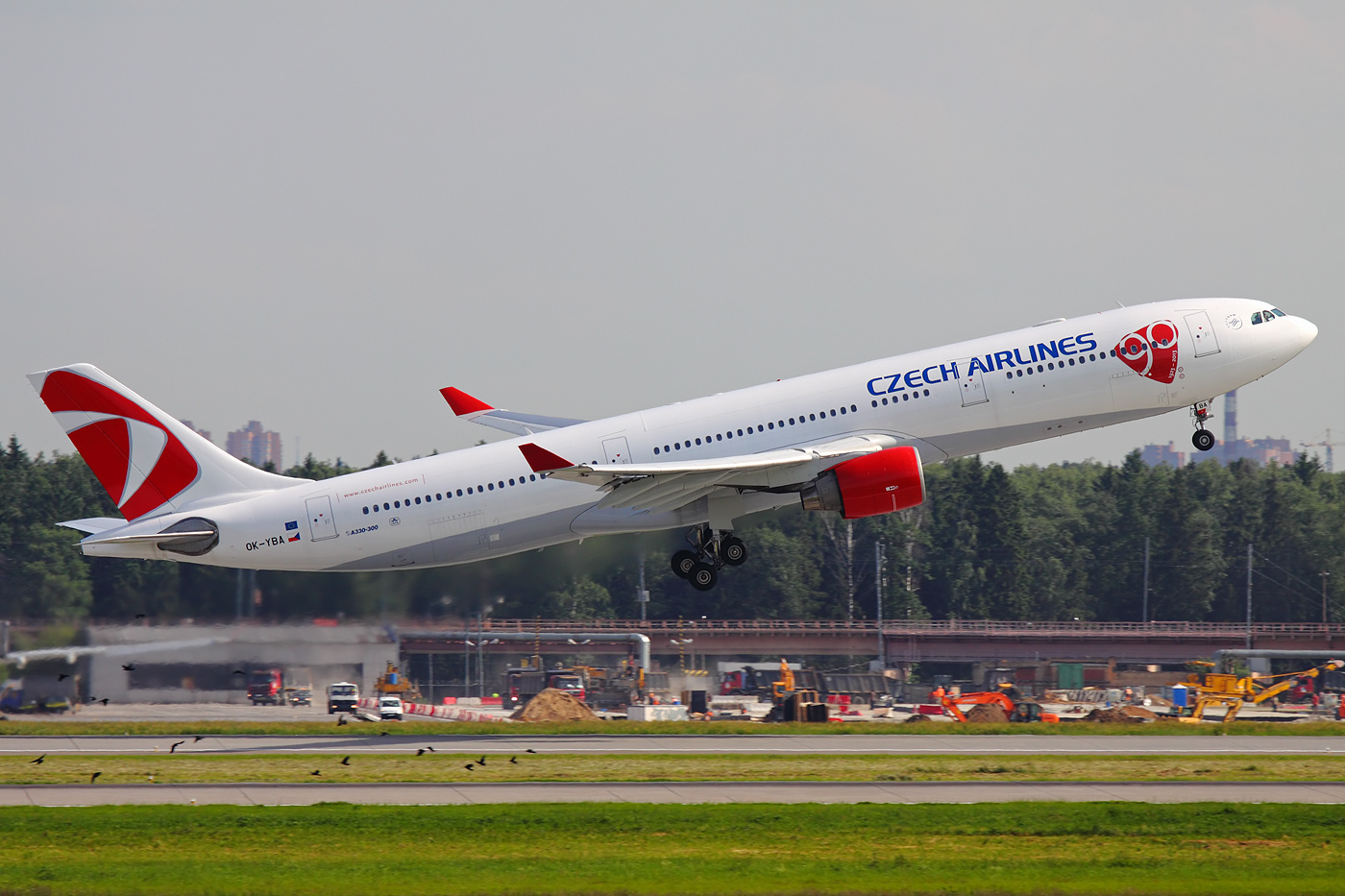
Airbus A330-300 Českých Aerolinií

|                           | A330-200 | A330-200F | A330-300 |
| ------------------------- | --- | --- | --- |
| Posádka kokpitu           | Dva | Dva | Dva |
| Kapacita                  | 246 (36J @ 60 in + 210Y @ 32 in)                                                                                | 70,000 kilogram (154 lb)                                                                                        | 300 (36J @ 60 in + 264Y @ 32 in)                                                                                |
| Max. míst k sezení        | 406 | | 440 |
| Délka                     | 58,82 metre (192,98 ft)                                                                                         | 58,82 metre (192,98 ft)                                                                                         | 63,67 metre (208,89 ft)                                                                                         |
| Rozpětí                   | Křídlo: 60,3 metre (197,83 ft), hl. podvozek: 12,61 metre (41,37 ft)                                            | Křídlo: 60,3 metre (197,83 ft), hl. podvozek: 12,61 metre (41,37 ft)                                            | Křídlo: 60,3 metre (197,83 ft), hl. podvozek: 12,61 metre (41,37 ft)                                            |
| Nosná plocha              | 361,6 square metre (3 892 sq ft), 25% chord wingsweep: 30°, 10.06 štíhlost křídla                               | 361,6 square metre (3 892 sq ft), 25% chord wingsweep: 30°, 10.06 štíhlost křídla                               | 361,6 square metre (3 892 sq ft), 25% chord wingsweep: 30°, 10.06 štíhlost křídla                               |
| Výška                     | 17,39 m / 57 ft                                                                                                 | 16,90 m / 55 ft 5 in                                                                                            | 16,79 m / 55 ft                                                                                                 |
| Trup                      | 5,64 metre (222 in) průměr, 5,26 metre (207 in) šířka kabiny                                                    | 5,64 metre (222 in) průměr, 5,26 metre (207 in) šířka kabiny                                                    | 5,64 metre (222 in) průměr, 5,26 metre (207 in) šířka kabiny                                                    |
| Šířka sedadla             | 0,46 metre (18 in) po 8 vedle sebe ekonomické třídě, 0,53 metre (21 in) po 6 vedle sebe v business              | 0,46 metre (18 in) po 8 vedle sebe ekonomické třídě, 0,53 metre (21 in) po 6 vedle sebe v business              | 0,46 metre (18 in) po 8 vedle sebe ekonomické třídě, 0,53 metre (21 in) po 6 vedle sebe v business              |
| Objem carga               | 132.4 m³ (4673 cu ft)                                                                                           | 469.2 m³ (16567 cu ft)                                                                                          | 158.4 m³ (5591 cu ft)                                                                                           |
| MTOW                      | 242,000 kilogram (534 lb)                                                                                       | 233,000 kilogram (514 lb)                                                                                       | 242,000 kilogram (534 lb)                                                                                       |
| Operační prázdná hmotnost | 120 600 kilogram (265 900 lb)                                                                                   | 109 400 kilogram (241 200 lb)                                                                                   | 129 400 kilogram (285 300 lb)                                                                                   |
| Max užitečné zatížení     | 49,400 kilogram (108,91 lb)                                                                                     | 68,600 kilogram (151,24 lb)                                                                                     | 45,600 kilogram (100,53 lb)                                                                                     |
| Kapacita paliva           | 139,090 litre (37 US gal) – 109,185 kilogram (241 lb)                                                           | 139,090 litre (37 US gal) – 109,185 kilogram (241 lb)                                                           | 139,090 litre (37 US gal) – 109,185 kilogram (241 lb)                                                           |
| Motory (×2)               | GE CF6 (mimo -200F) / PW4000 / Trent 700                                                                        | GE CF6 (mimo -200F) / PW4000 / Trent 700                                                                        | GE CF6 (mimo -200F) / PW4000 / Trent 700                                                                        |
| Tah (×2)                  | 64,500–71,100 pounds-force (0–0 kN)                                                                             | 64,500–71,100 pounds-force (0–0 kN)                                                                             | 64,500–71,100 pounds-force (0–0 kN)                                                                             |
| Cestovní rychlost         | Mach 0,82 (470 kn; 871 km/h), Mach 0,86 (493,306 kn; 913,60 km/h)convert: bug ve výšce 12,527 metre (41,100 ft) | Mach 0,82 (470 kn; 871 km/h), Mach 0,86 (493,306 kn; 913,60 km/h)convert: bug ve výšce 12,527 metre (41,100 ft) | Mach 0,82 (470 kn; 871 km/h), Mach 0,86 (493,306 kn; 913,60 km/h)convert: bug ve výšce 12,527 metre (41,100 ft) |
| Dolet                     | 13 450 km / 7 250 nmi (247 pax)                                                                                 | 7 400 km / 4 000 nmi                                                                                            | 11 750 km / 6 350 nmi (277 pax)                                                                                 |
| Dráha (SL, ISA, MTOW/MLW) | Vzletová: 2,770 metre (9 ft 1,1 in), Přistávací: 1,730 metre (5,68 ft)                                          | Vzletová: 2,770 metre (9 ft 1,1 in), Přistávací: 1,730 metre (5,68 ft)                                          | Vzletová: 2,770 metre (9 ft 1,1 in), Přistávací: 1,730 metre (5,68 ft)                                          |

### Označení modelů

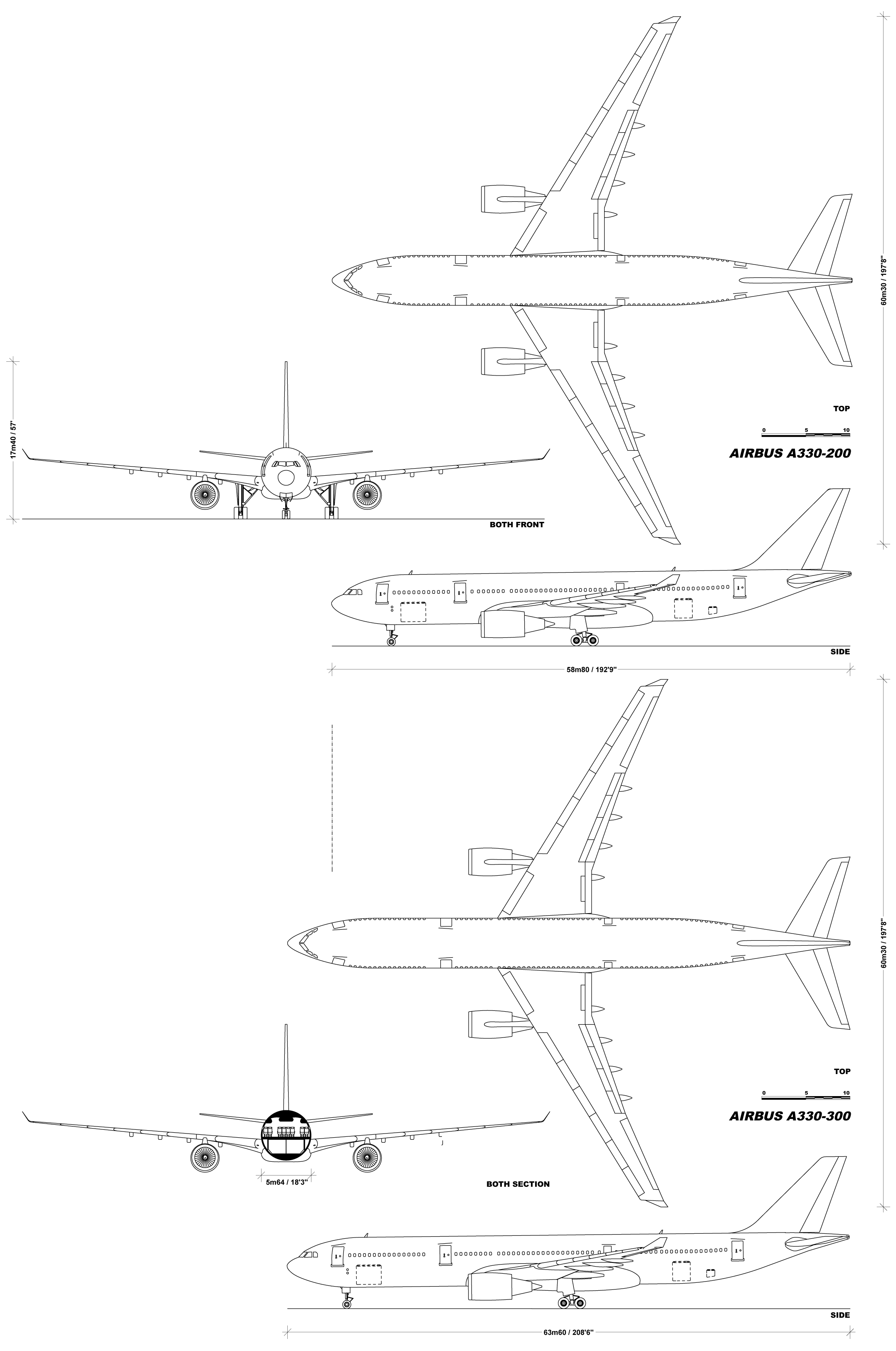
Schéma A330

| Model     | Datum cerifikace   | Motory                                |
| --------- | ------------------ | ------------------------------------- |
| A330-201  | 31. října 2002     | General Electric CF6-80E1A2           |
| A330-202  | 31. března 1998    | General Electric CF6-80E1A4           |
| A330-203  | 20. listopadu 2001 | General Electric CF6-80E1A3           |
| A330-223  | 13. července 1998  | Pratt & Whitney PW4168A/4170          |
| A330-223F | 9. dubna 2010      | Pratt & Whitney PW4170 (Freighter)    |
| A330-243  | 11. ledna 1999     | Rolls-Royce Trent 772B/C-60           |
| A330-243F | 9. dubna 2010      | Rolls-Royce Trent 772B-60 (Freighter) |
| A330-301  | 21. října 1993     | General Electric CF6-80E1A2           |
| A330-302  | 17. května 2004    | General Electric CF6-80E1A4           |
| A330-303  | 17. května 2004    | General Electric CF6-80E1A3           |
| A330-321  | 2. června 1994     | Pratt & Whitney PW4164                |
| A330-322  | 2. června 1994     | Pratt & Whitney PW4168                |
| A330-323  | 22. dubna 1999     | Pratt & Whitney PW4168A/4170          |
| A330-341  | 22. prosince 1994  | Rolls-Royce Trent 768-60              |
| A330-342  | 22. prosince 1994  | Rolls-Royce Trent 772-60              |
| A330-343  | 13. září 1999      | Rolls-Royce Trent 772B/C-60           |